# ヴァレーホ (カリフォルニア州)
ヴァレーホ（英Vallejo、IPA:[vəˈleɪhoʊ]、西[ba'ʎexo]）は、アメリカ合衆国カリフォルニア州のソラノ郡にある都市。人口は12万6090人（2020年）で、郡内では最大の都市である。サンフランシスコ・ベイエリアのカルキネス海峡の北西、ナパ川の河口部に位置している。
市名はカリフォルニアが州となることを提唱し、カリフォルニア州議会上院の初代議員のうちの一人でもあったマリアーノ・グアタルーペ・ヴァレーオに因む。

## 歴史

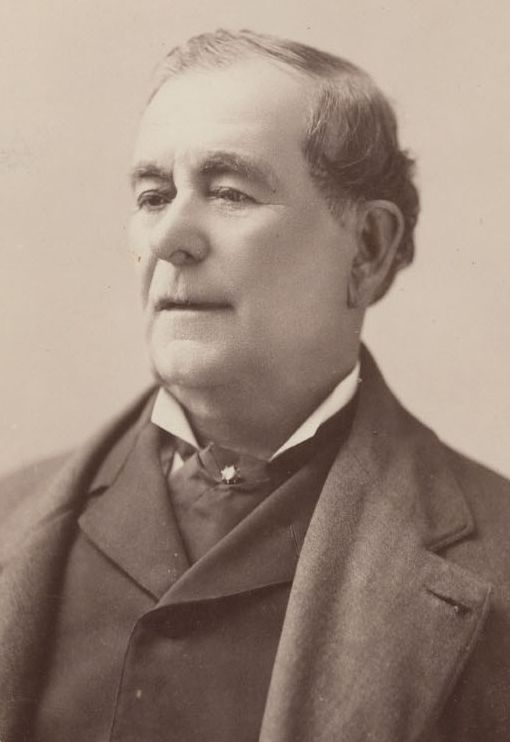
1880年∼85年頃のマリアーノ・ヴァレーオ

ヴァレーホにはかつてミウォク族やススン族、パトウィン族などのネイティブアメリカン部族が暮らしていた。市は1843年にメキシコのマヌエル・ミッチェルトリーナ長官からマリアーノ・グアタルーペ・ヴァレーオ将軍へ払い下げられた340km2のランチョ・サスコルの一部であった。市名はヴァレーオに因んで名付けられ、彼はノースベイ地域に住んで監督することを任命された。ヴァレーオ将軍は地域の治安維持の責任を負い、1836年にはソノマの集落を設立した。1846年、独立志向の高いアングロ系の移民がカリフォルニアを統治していたメキシコ政府に対して蜂起した（ベアフラッグ反乱）。この結果、ヴァレーオはサッター砦に投獄された。その後、カリフォルニアはアメリカ合衆国に併合された。ヴァレーオ将軍はメキシコの軍人ではあったが、カリフォルニアのアメリカへの併合におとなしく従い、カリフォルニアに大きな恩恵をもたらした。原子力潜水艦のマリアーノ・G・ヴァレーオは彼の名を取って命名された。
1850年、市は議事堂、大学、植物園などの施設を含んだユーレカという名前の新たな街の計画を提案した。州全体での住民投票を経て、計画は承認されたが、市名はヴァレーホに決まった。1851年、州上院により任命された委員会は、湾を見渡せて空気の澄んだ日にはサンフランシスコも見える丘を見つけ、その戦略的価値が認められた。同年、ヴァレーホはカリフォルニア州の州都となり、翌年に州議会が移転してきた。しかし残念なことに、州議会議事堂の建設が間に合わず雨漏りがする建物で樽に座って討論することを強いられたため、隣のベニーシャへ移転した。議会はわずか11日間しか続かなかった。議会が去った後、メア・アイランドに海軍造船所が建設された。造船所は100年以上稼働し続け、1996年に閉鎖された。
連邦政府は、影響力の強いヴァレーオ将軍をインディアン管理官に任命した。彼は1849年の州憲法制定会議にも出席した。その後も、ヴァレーオは州の政治に関与し続けた。しかし、ソノマ周辺の土地の所有権への異議申し立てにより貧困に陥り、彼の農場は25万エーカーからわずか300エーカーに減ってしまった。ヴァレーオはそもそもアメリカのカリフォルニア獲得に疑問を呈していた。彼は最終的に公人としての生活を引退し、1890年に亡くなった。
町の名前はヴァレーオ将軍から採られたものの、町の本当の創設者はジョン・B・フリスビーだと考えられている。ヴァレーオの娘エピファニアはフリスビーと結婚し、ヴァレーオは土地譲渡の委任状を与えた。フリスビーはE・H・ロウを雇い、彼は町を設計して東西の通りには州の名前を、南北の通りにはカリフォルニアの郡の名前を付けた。
ヴァレーホを初めて訪れたヨーロッパ人は硫黄泉で湯治を行い、その地域は1902年にブルー・ロック・スプリングスと名付けられた。

## 地理

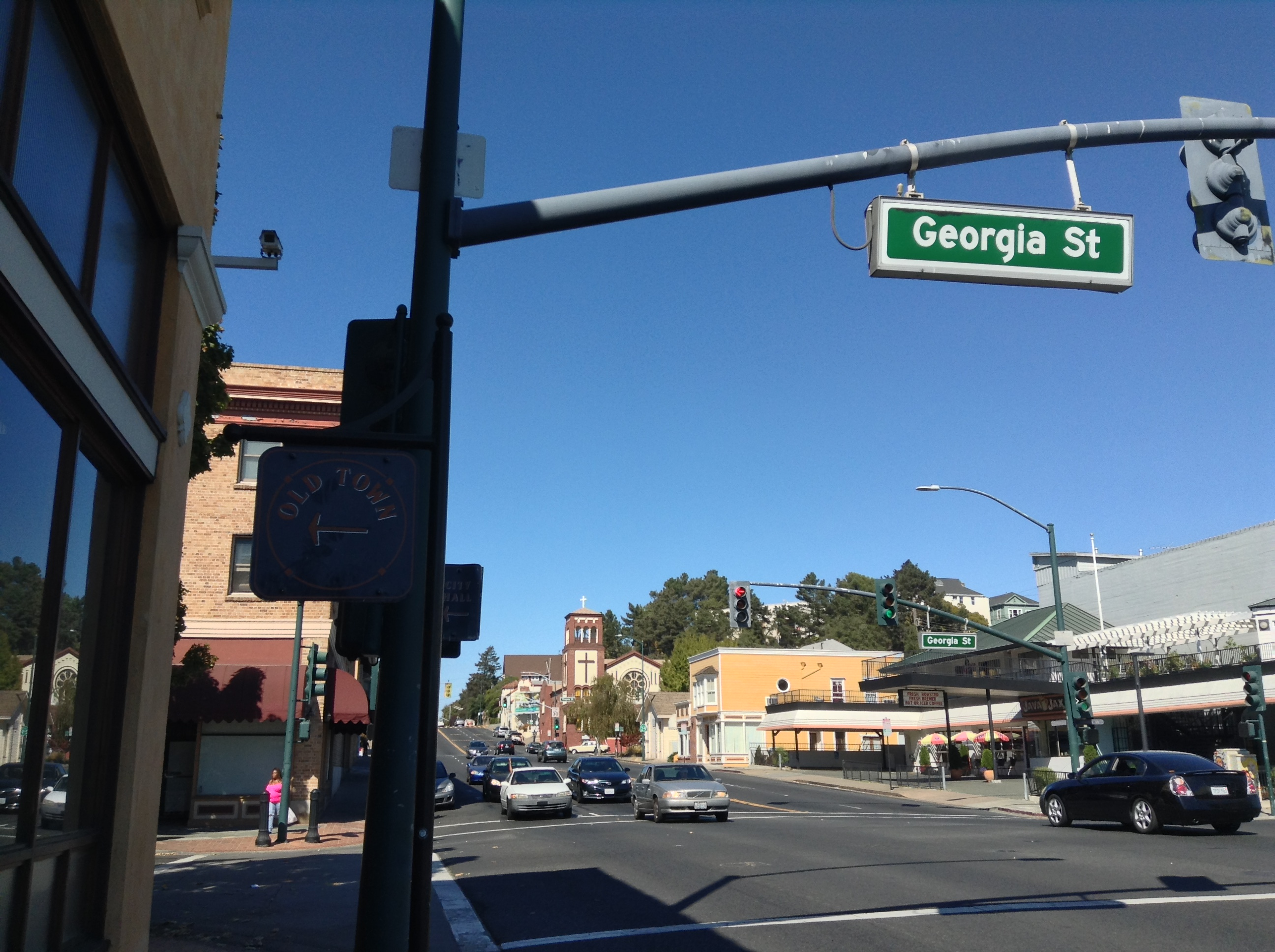
ジョージア通り

ヴァレーホはサンフランシスコから40キロメートル北東、オークランドから35キロメートル北、サクラメントから70キロメートル南西に位置している。東ではベニーシャ、北ではアメリカンキャニオンと接している。南にはカルキネス海峡、西にはサンパブロ湾がある。
アメリカ合衆国国勢調査局によると、市域全面積は49.54平方マイル (128.31 km2)で、このうち陸地が30.67平方マイル (79.44 km2)、水域が18.87平方マイル (48.87 km2)、水域率は38%である。ナパ川がメアアイランド海峡からサンパブロ湾へと注いでいる。
ヴァレーホはソラノ郡の南西端、サンフランシスコ・ベイエリアのノースベイ地区に位置する。
ヴァレーホ周辺には複数の断層がある。活断層であるサンアンドレアス断層からは少し距離がある。市内ではサルファースプリングス・バレー衝上断層とサウサンプトン断層が発見されている。これらの断層では第四紀の地震活動は観測されていない。
ヴァレーホ周辺では歴史的に辰砂を産出していた。ヘイスティングス鉱床とセントジョンズ鉱床では現在でも水銀による水質汚染が継続している。さらに、鉱坑を掘ったことにより、周辺のリンドラー川、ブルーロックスプリングス川などの湧水が枯渇してしまった。

## 交通
サンフランシスコ湾フェリーは、ヴァレーホのダウンタウンからサンフランシスコ・フェリービルまで運行されている。SolTransはヴァレーホとベニーシャ、さらにフェアフィールド、エルサリート、ウォールナットクリークまでのバス路線を運行している。エヴァンス交通はオークランド国際空港と連絡するバスを毎日運行している。
州間高速道路80号線によってサンフランシスコやサクラメントと結ばれている。カルキネス海峡にはカルキネス橋が架かっている。東のベニーシャへは州間高速道路780号線、西のマリン郡方面へはカリフォルニア州道37号線で結ばれている。カリフォルニア州道29号線は市内のカルキネス橋付近が起点で、市内中心部を貫き、ナパ郡に入ってアメリカンキャニオン市を通り、ナパへと至る。

## 施設

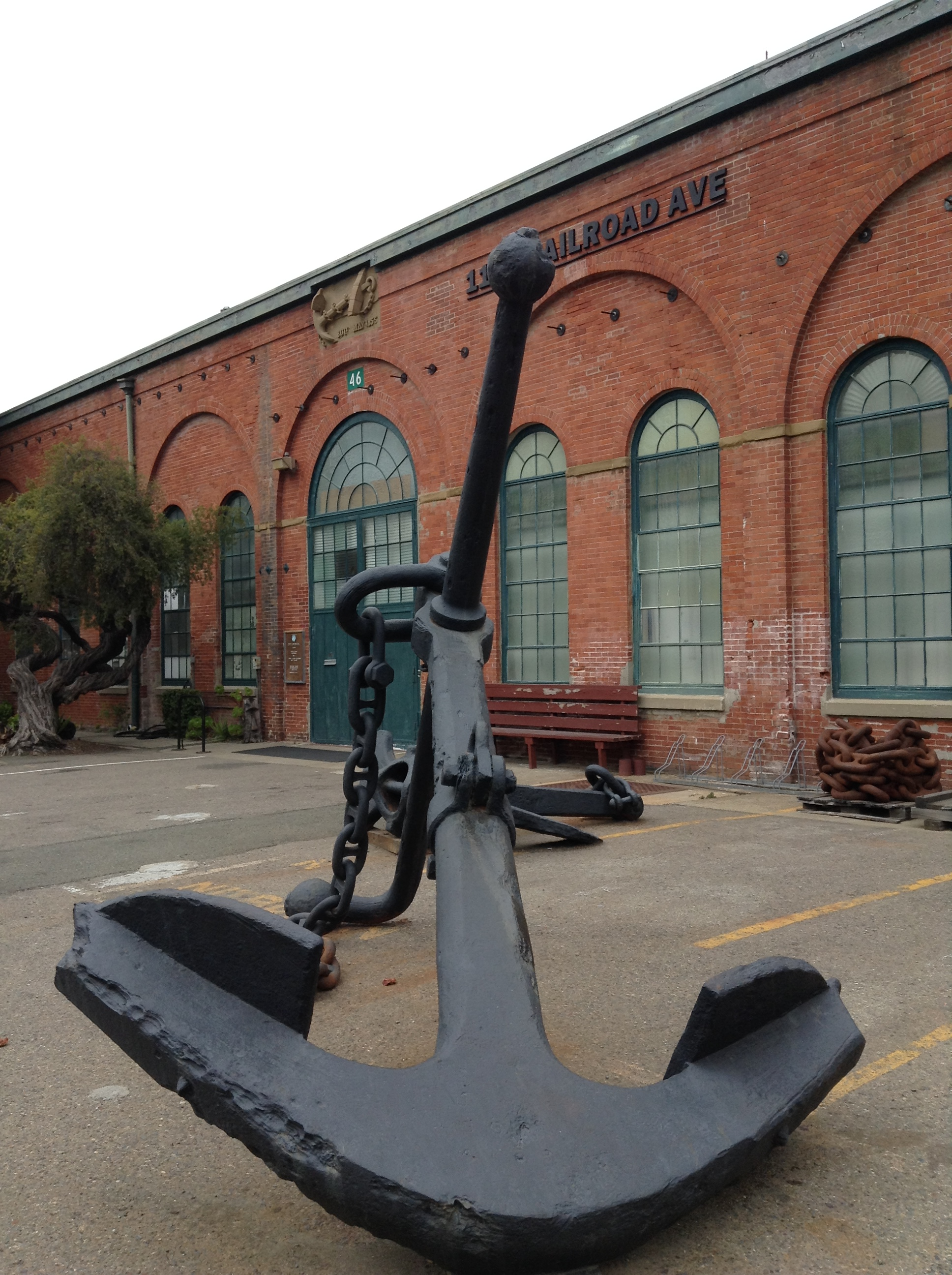
海軍造船所博物館

ヴァレーホのダウンタウンにはビクトリアン様式やアメリカン・クラフツマン様式の歴史的な建物が多く残っている。かつて湾岸にはメア・アイランド海軍造船所が存在したが現在は博物館になっている。
また、アメリカ合衆国森林局の事務所があり、カリフォルニア州とハワイ州を管轄している。郊外にはテーマパークのシックス・フラッグス・ディスカヴァリーキングダムがある。

## 政治
ヴァレーホは1852年から1853年まで、カリフォルニア州の州都だった。州庁舎は1880年代の火災で焼失した。

## 教育
カリフォルニア州立大学の一部であるカリフォルニア海事大学、ソラノ・コミュニティー・カレッジのキャンパス、医科大学であるトゥーロ大学が存在する。

## スポーツ
1900年代初期、ヴァレーホにはマイナーリーグに所属する野球チームがあり、地元の新聞では「ジャイアンツ」、またはシンプルに「ザ・ヴァレーホズ」と呼称されていた。シカゴ・ホワイトソックス、ニューヨーク・ヤンキースなどでプレーしたピング・ボディーは1908年のシーズンをヴァレーホで過ごした。チームは1920年代初頭に解散した。現在、市には独立リーグのパシフィック・アソシエーションに所属するヴァレーホ・アドミラルズがあり、2017年にリーグ優勝を果たした。

## 気候
ヴァレーホの気候は冷涼な沿岸部の気候と内陸の暑い夏の気候が混ざった地中海性気候である。ヴァレーホはサンパブロ湾の東岸に位置しているが、より太平洋寄りに位置するサンフランシスコやオークランドよりは、内陸部からの熱波の影響を受けやすい。最も寒い1月の平均気温は8.7°C、最も暑い7月の平均気温は19.8°Cである。夏は非常に長く、7月から9月まで続く。
| ヴァレーホの気候       | ヴァレーホの気候 | ヴァレーホの気候 | ヴァレーホの気候 | ヴァレーホの気候 | ヴァレーホの気候 | ヴァレーホの気候 | ヴァレーホの気候 | ヴァレーホの気候 | ヴァレーホの気候 | ヴァレーホの気候 | ヴァレーホの気候 | ヴァレーホの気候 | ヴァレーホの気候 |
| 月                     | 1月              | 2月              | 3月              | 4月              | 5月              | 6月              | 7月              | 8月              | 9月              | 10月             | 11月             | 12月             | 年               |
| ---------------------- | ---------------- | ---------------- | ---------------- | ---------------- | ---------------- | ---------------- | ---------------- | ---------------- | ---------------- | ---------------- | ---------------- | ---------------- | ---------------- |
| 最高気温記録 °C （°F） | 29.4 (84.9)      | 30.0 (86)        | 33.3 (91.9)      | 35.0 (95)        | 40.0 (104)       | 45.0 (113)       | 44.4 (111.9)     | 43.3 (109.9)     | 43.3 (109.9)     | 41.1 (106)       | 32.2 (90)        | 27.2 (81)        | 45.0 (113)       |
| 平均最高気温 °C （°F） | 13.9 (57)        | 16.4 (61.5)      | 18.4 (65.1)      | 20.9 (69.6)      | 23.6 (74.5)      | 26.1 (79)        | 26.7 (80.1)      | 26.6 (79.9)      | 26.6 (79.9)      | 24.8 (76.6)      | 18.8 (65.8)      | 14.2 (57.6)      | 21.6 (70.9)      |
| 日平均気温 °C （°F）   | 8.7 (47.7)       | 10.6 (51.1)      | 11.9 (53.4)      | 13.7 (56.7)      | 16.2 (61.2)      | 18.7 (65.7)      | 19.8 (67.6)      | 19.7 (67.5)      | 19.3 (66.7)      | 16.7 (62.1)      | 12.4 (54.3)      | 9.0 (48.2)       | 14.7 (58.5)      |
| 平均最低気温 °C （°F） | 3.5 (38.3)       | 4.9 (40.8)       | 5.6 (42.1)       | 6.5 (43.7)       | 8.7 (47.7)       | 10.7 (51.3)      | 11.9 (53.4)      | 11.7 (53.1)      | 10.8 (51.4)      | 8.8 (47.8)       | 5.9 (42.6)       | 3.8 (38.8)       | 7.7 (45.9)       |
| 最低気温記録 °C （°F） | −7.2 (19)        | −5.0 (23)        | −5.0 (23)        | −2.8 (27)        | −1.1 (30)        | 1.1 (34)         | 3.3 (37.9)       | 0.0 (32)         | 2.2 (36)         | −2.2 (28)        | −3.0 (26.6)      | −10.0 (14)       | −10.0 (14)       |
| 降水量 mm （inch）     | 131 (5.16)       | 112 (4.41)       | 84 (3.31)        | 42 (1.65)        | 18 (0.71)        | 5 (0.2)          | 0 (0)            | 2 (0.08)         | 8 (0.31)         | 35 (1.38)        | 76 (2.99)        | 116 (4.57)       | 627 (24.69)      |
| 平均降水日数           | 11               | 10               | 9                | 6                | 3                | 1                | 0                | 0                | 1                | 4                | 8                | 10               | 63               |
| 出典：                 |                  |                  |                  |                  |                  |                  |                  |                  |                  |                  |                  |                  |                  |

## 人口動態
以下は2010年の国勢調査による人口統計データである。
| 基礎データ - 人口: 115,942人 - 世帯数: 40,559 世帯 - 家族数: 27,788 家族 - 人口密度: 903.6人/km2（2,340.3人/mi2） - 住宅数: 44,433 軒 - 住宅密度: 346.3軒/km2（896.9 軒/mi2） - 住宅 - 持家: 59.6% - 賃貸: 40.4% - 住人 - 持家: 58.9% - 賃貸: 39.7% - 空家率 - 持家: 3.0% - 賃貸: 9.4% - 集団生活者: 1,130人（1.0%） - 施設収容者: 533人（0.5%） 人種別人口構成 - 白人: 32.9% - アフリカン・アメリカン: 22.1% - ネイティブ・アメリカン: 0.7% - アジア人: 24.9% - フィリピン人: 21.1% - インド人: 1.0% - 中国人: 0.9% - ベトナム人: 0.5% - 日本人: 0.2% - 韓国人: 0.2% - ラオス人: 0.1% - 太平洋諸島系: 1.1% - その他の人種:11.0% - 混血: 7.5% - ヒスパニック・ラテン系: 22.6% | 年齢別人口構成 - 18歳未満: 23.2% - 18-24歳: 10.1% - 25-44歳: 25.9% - 45-64歳: 28.7% - 65歳以上: 12.1% - 年齢の中央値: 37.9歳 - 性比（女性100人あたり男性の人口） - 総人口: 94.3 - 18歳以上: 91.4 世帯と家族（対世帯数） - 18歳未満の子供がいる: 35.5% - 結婚・同居している夫婦: 43.9% - 未婚・離婚・死別女性が世帯主: 17.8% - 未婚・離婚・死別男性が世帯主: 6.8% - 未婚の異性のカップル: 6.9% - 同性のカップル: 1.2% - 単身世帯: 24.3% - 65歳以上の老人1人暮らし: 8.0% - 平均構成人数 - 世帯: 2.82人 - 家族: 3.36人 |

## ゾディアック事件
1960年代、北カリフォルニアでゾディアック事件と呼ばれるシリアルキラー（連続殺人事件）が発生した。犯人は37人を殺害したと主張しているが、実際の人数は分かっていない。3件の殺人事件が市内または市の周辺で発生した。ヴァレーホ市警察とサンフランシスコ市警察が事件を捜査しているが、未だ解決していない。捜査は2004年4月に一旦打ち切られたが、2007年3月に再開した。

## ゲイ・レズビアンコミュニティ
早くも1940年代には、ヴァレーホはサンフランシスコから車や船ですぐに行けるゲイのコミュニティとして知られるようになった。当時ヴァレーホには8軒のゲイバーがあった。2000年から2009年にかけてサンフランシスコからゲイ・レズビアンが移住してから、同性愛者であることを隠していない人々は彼らへの反発に直面した。17歳のレズビアンの生徒が学校運営者にハラスメントを受けているとして、ヴァレーホ教育学区はアメリカ自由人権協会から訴えを起こすと迫られた。学校は彼女に25,000ドル支払うことで和解し、差別をしないためのより厳格な指針を定めた。
2009年、ヴァレーホ市長オスビー・デイビスは、ニューヨーク・タイムズのコラムニスト、スコット・ジェームズとのインタビューの中で、デイビスの個人的信念や、聖書の解釈によれば、ゲイの人々は天国に行くことができないと答えた。
ニューヨーク・タイムズはデイビス市長とのインタビューを掲載したが、市長は自分のコメントは文脈から外れていると主張した。ニューヨーク・タイムズが当初掲載していなかったインタビューの一部で、デイビス市長はLGBTのコミュニティを泥棒や殺人、嘘つき、薬物中毒、児童性的虐待などと比べていた。ゲイ・レズビアンコミュニティの多くの人は彼のコメントが対立的で偏見を持っていると考え、市長を辞職することを求めた。一方で彼のコメントに賛同し、支援を申し出る市民も多くいた。ヴァレーホをいわゆる「faith（信念、信仰）」のコミュニティと表現したことに対し、市長に反対する人の多くは、彼がLGBTのコミュニティに抵抗感を持っていると感じていた。2011年11月に行われた次の選挙で、オスビー・デイビスは市長に再選された。